# 西平直
西平 直（にしひら ただし、1957年2月10日 - ）は、日本の教育学者・哲学者。京都大学名誉教授。

## 略歴
山梨県生まれ。父は心理学者の西平直喜。信州大学人文学部卒業。卒業論文はマルティン・ハイデッガー。東京都立大学大学院にてハイデッガーを専攻修士課程修了、1991年東京大学大学院教育学研究科博士課程修了、「人間形成論への構図 -エリクソン研究序説」で教育学博士。博士論文の主査は堀尾輝久であった。フロイト、ユング、クライン、エリクソンらの精神分析学、シュタイナー、ウィルバーらの人間学を基礎に、アイデンティティ、ジェネラティヴィティ、スピリチュアリティなどの問題群を研究課題としている。また、京都に移ってからは、西田幾多郎を中心とした日本哲学研究にも力を注いている。専攻は教育人間学、宗教心理学、哲学。
1990年立教大学専任講師、助教授、97年東京大学教育学部助教授、2007年准教授、同年秋京都大学大学院教育学研究科（臨床教育学講座、臨床教育学専攻）。2022年上智大学グリーフケア研究所教授、京都大学名誉教授。

## 著書
- 『エリクソンの人間学』東京大学出版会 1993
- 『魂のライフサイクル ユング・ウィルバー･シュタイナー』東京大学出版会 1997
- 『魂のアイデンティティ―心をめぐるある遍歴』金子書房 1998（自己の探究）
- 『シュタイナー入門』講談社現代新書 1999
- 『教育人間学のために』東京大学出版会 2005
- 『世阿弥の稽古哲学』東京大学出版会 2009、増補版2020
- 『ケアと人間 心理・教育・宗教』ミネルヴァ書房 2013（講座ケア―新たな人間‐社会像に向けて）
- 『無心のダイナミズム 「しなやかさ」の系譜』岩波現代全書 2014
- 『誕生のインファンティア』みすず書房 2015
- 『稽古の思想』春秋社 2019
- 『修養の思想』春秋社 2020
- 『養生の思想』春秋社 2021
- 『井筒俊彦と二重の見 東洋哲学序説』未来哲学研究所 2021
- 『西田幾多郎と双面性 東洋哲学序説』未来哲学研究所 2021
- 『身体　日本の近代思想を読みなおす5』東京大学出版会 2025

## 共著・共編著
- 『子どものいのちを育む シュタイナー教育入門』子安美知子・上松佑二共著 学習研究社 2000
- 『生涯発達とライフサイクル』鈴木忠共著、東京大学出版会 2014
- 『無心の対話』松木邦裕共著、創元社 2017（精神分析フィロソフィア）
- 『宗教心理の探究』島薗進共編 東京大学出版会 2001
- 『死生学 3 ライフサイクルと死』武川正吾共編 東京大学出版会 2008
- 『ブータン・国民のしあわせを目指す王国』熊谷誠慈編著 創元社 2017
- 『ケアの根源を求めて』中川吉晴共編著 晃博書房 2017
- 『無心のケア』坂井祐円共編著、晃洋書房 2020

## 翻訳
- E.H.エリクソン『青年ルター』全2巻、みすず書房 2002-2003
- ローレンス・J.フリードマン『エリクソンの人生 アイデンティティの探求者』やまだようこ共監訳 鈴木眞理子、三宅真季子訳 新曜社 2003
- エリク・H・エリクソン『アイデンティティとライフサイクル』中島由恵共訳 誠信書房 2011

## 参考
- 京都大学 教育研究活動データベース 西平直